# Friedrich Piket
Friedrich (Frederick) Piket (geboren: Sigfried Piket) (Istanboel, 6 januari 1903 – New York, 28 februari 1974) was een Oostenrijks-Amerikaans componist, muziekpedagoog, dirigent, organist en violist.

## Levensloop
Piket was een zoon van een Oostenrijks natuurkundige en speelde al op vijfjarige leeftijd viool. Hij studeerde muziek aan de Weense Muziekacademie viool, piano en muziektheorie. Onder invloed van zijn vader studeerde hij 2 1/2 jaar geneeskunde om zich later toch op de studie voor piano, contrapunt, compositie en orkestdirectie te concentreren.
Hij was dirigent aan verschillende theaters voor opera en operette in Oostenrijk, Zwitserland en Duitsland. In deze tijd groeide zijn interesse aan compositie en toen hij een engagement in Berlijn had studeerde hij verder compositie in de meesterklas van Franz Schreker. Twee jaren later won hij de Mendelssohn Prijs. In 1933 emigreerde hij naar Barcelona en verbleef zeven jaar. Tijdens de Spaanse Burgeroorlog was het moeilijk voor een buitenlandse componist en hij speelde uit financiële redenen piano en viool. In 1940 kon hij naar de Verenigde Staten emigreren en verbleef tot zijn overlijden in New York. In 1946 werd hij genaturaliseerd.
Hij was docent aan de Universiteit van New York, aan de Hartt School of Music en instructeur aan de Hebrew Union College School of Sacred Music (New York) en aan de Free Synagogue of Flushing in New York City.
Aanvankelijk schreef hij orkestwerken. Via een reeks van toevalligheden, maakte Piket kennis met de aspiraties van de hervorming van het Judaïsme en zijn muzikale aspecten, uiteindelijk heeft hij besloten om actief deel te nemen aan deze creatieve beweging. Voor dit doel, nam hij studies voor orgel, tijdens het spelen in verschillende synagogen, begon het samenstellen van een reeks stukken voor de joodse heilige dienst, onder andere ook als organist aan de "White Plains Jewish Community center". Hij kreeg al snel bekendheid als componist van een liturgische hervorming van de joodse beweging. Piket bleef ook wereldlijke muziek componeren, en zijn orkestrale werken werden uitgevoerd door de New York Philharmonic (onder Dimitri Mitropoulos) , het Buffalo Symphonie Orchestra, het Filharmonisch Orkest Toronto en het Indianapolis Symphonic Orchestra. Hij was lid van de American Society of Composers, Authors and Publishers (ASCAP).

## Composities

### Werken voor orkest
- 1932 Sinfonietta
- 1933 Concert, voor saxofoon en orkest
- 1942 The Funnies, suite
- 1944 Variations and Fugue on the Negro Spiritual "Go Down Moses", voor orkest
- 1946 Concerto for Sting
- 1948 Concert, voor piano en orkest
- 1949 Concerto for orchestra
- 1949 Concert, voor viool en orkest
- 1950 Curtain Raiser to an American Play, ouverture
- 1954 Symfonie in Bes, voor tenor en orkest
- 1974 Crossroads, suite voor orkest

### Werken voor harmonieorkest
- 1946 Concerto, voor harmonieorkest
- 1949 Variations on a Nursery Tune, voor harmonieorkest
- 1949 Four Essays in Rhythm, voor harmonieorkest
- 1954 Twinkle, Twinkle Little Star variations, voor harmonieorkest

### Werken voor de Joodse heilige dienst
- 1952 Music for the Jewish Sacred Service I
- 1953 Music for the Jewish Sacred Service II
- 1953 Eso Enai and V’ohavta
- 1961 Friday Evening Service "The Seventh Day", voor cantor gemengd koor en orgel
- 1962 Kavod La-Torah - Torah service for Sabbath eve
- 1965 Music for the Jewish Sacred Service III, voor gemengd koor a capella
  1. "Only For God Does My Soul Wait"
  2. "Out of the Depths I Cry"
  3. "The Haggadah of Hope" - tekst: Rabbi Samuel Segal "Kol Nidre"
- 1965 Sim Shalom, voor zangstem en orgel
- 1965 Ahavat Shalom, voor zangstem en orgel
- 1967 Six High Holy Day Selections, voor cantor, koor en orgel
- 1968 Three Biblical Pieces, voor zangstem en piano
  1. "All Flesh is Grass"
  2. "How Lovely are thy Tabernacles"
  3. "The Lord is my Shepherd"
- 1968 Midnight Penitential Service, voor cantor, spreker, gemengd koor en orgel - tekst: Henry Ziegler
- 1968 Music for the Synagogue
  1. "B’Rosh Hashanah"
  2. "Aleinu"
- 1968 Memorial Service, voor cantor, gemengd koor en orgel
- 1969 Shire B’ne Y’shurun (Short Hills Service) for Sabbath Morning, voor cantor, orgel en gemengd koor
- 1969 Friday Eve Youth Service, voor cantor, tweestemmig koor en orgel
- 1970 T’filiah, voor zangstem en piano of orgel
  1. "Lo La-adam Darko"
  2. "Alecha Vatachti"
  3. "Ase r’tson’echa"
- 1970 Shire Bet Sinai (Pittsburgh Service) for Friday Eve, voor cantor, gemengd koor en orgel
- 1970 The Three Festivals, voor cantor, gemengd koor en orgel
- 1971 Seven Sabbath Selections, voor cantor en gemengd koor a capella
  1. "L’chu N’ran’na"
  2. "Modim Anachnu Lach"
  3. "Hashkivenu"
  4. "R'tze-Eloheinu"
  5. "Shakar Avakeshka"
  6. "Mageyn Avot"
  7. "Shalom Rav"
- 1971 Shiru L’adonai Shir Chadash (From Three By Three), voor cantor, gemengd koor en orgel
- 1972 Service for Rosh Hashanah Eve, voor cantor, gemengd koor en orgel
- 1972 This is My God, voor zangstem en piano
- 1973 Service for Yom Kippur Afternoon and Conclusion, voor cantor, gemengd koor en orgel
- 1973 Shiru Ladonai
- 1973 Six Hebrew Prayers, voor tweestemmig koor a capella
- 1973 Four Choral Prayers
- 1973 Music for Yom Kippur, Evening and Morning, voor cantor, gemengd koor en orgel
- 1973 Adonai Malach, voor cantor, gemengd koor en orgel

### Cantates
- 1954 A Whitman Cantata, cantate voor gemengd koor, saxofoon, koperblazers, pauken en slagwerk - tekst: Walt Whitman
- 1967 Count Down or Covenant, cantate voor bariton, gemengd koor, spreker, sprekend koor - tekst: Henry Ziegler
- 1973 In the End, cantate voor middenstem, gemengd koor orgel en slagwerk

### Muziektheater

#### Opera's
| Voltooid in | titel        | aktes       | première        | libretto          |
| ----------- | ------------ | ----------- | --------------- | ----------------- |
| 1951        | Timepiece    |             | niet uitgevoerd | Albert Piket      |
| 1955        | Isaac Levi   | 1 akte      |                 | Raymond Smallover |
| 1957-1958   | Satan's Trap | 3 bedrijven |                 |                   |
| 1962        | Trilby       | 4 bedrijven |                 | Richard Bodtke    |

### Werken voor koor
- 1945 Lament, voor vrouwenkoor en bariton solo
- 1946 The Dream Keeper, voor gemengd koor - tekst: Langston Hughes
- 1948 Sea Charm, voor gemengd koor a capella - tekst: Langston Hughes
- 1954 Love? Nay, Nay!, voor mannenkoor a capella
- 1955 Six About Love, voor gemengd koor a capella
- 1957 The Speaking Silence, voor vrouwenkoor a capella
- 1957 How Do I Love Thee, voor gemengd koor a capella - tekst: Elizabeth Burett Drowning
- 1959 Five Settings, voor gemengd koor a capella - tekst: James Joyce
  1. "From Dewy Dreams"
  2. "Became Your Voice"
  3. "O Cool the Valley"
  4. "Rain Has Fallen"
  5. "All Day I Hear"
- 1963 Invocation, voor bariton en gemengd koor a capella - tekst: Walt Whitman
- 1963/1972 Two Settings, voor gemengd koor
  1. "Dear Dark Head"
  2. "When I am Dead"
- 1967 Two Anthems, voor gemengd koor a capella
  1. "Wake Me to Blest Thy Name"
  2. "It Hath Been Told Thee"

### Vocale muziek
- 1949 Eight Songs, voor zangstem en piano - tekst: Langston Hughes
- 1950-1955 Two Songs, voor zangstem en piano - tekst: Edna St. Vincent Millay
  1. "Departure"
  2. "The Concert"
- 1952 Three Songs, voor zangstem en piano - tekst: Albert Piket
- 1959 Two Songs, voor sopraan en piano
  1. "Music" - tekst: Amy Lowell
  2. "Music I Heard" - tekst: Conrad Aiken
- 1963 Dunce Songs, voor bariton en piano - tekst: Mark Van Doren
  1. "Where is the Bell"
  2. "If Rain Rose"
  3. "Some Day"
  4. "Then I’ll be Four-footed"
  5. "I Have No Enemy"
  6. "Her Hand is My Hand"
  7. "If I Had a Wife"
  8. "Pepper and Salt"
  9. "Love me Little"
- 1964 Two Songs, voor zangstem en piano - tekst: Phyllis McGinley
- 1964 Three Songs, voor zangstem en piano - tekst: Sara Teasdale
- 1964 Two Songs, voor zangstem en piano - tekst: Sonnets van Edna St. Vincent Millay
- 1965 No Stars Tonight, zangcyclus voor mezzosopraan, mannenkoor en orkest - tekst: Walter Benton uit "This is My Beloved"
- 1968 Two poems by Sonya Lovli, voor zangstem en piano
  1. "I Love the Yes of You"
  2. "It is Nearly Dawn"
- 1970 Three Songs of Faith, voor zangstem en piano
  1. "Against the Will of Heaven"
  2. "Bar Mitzah"
  3. "Shomer Yisrael"

### Kamermuziek
- 1931 Prelude and Fugue, voor zes houtblazers
- 1931 rev.1951 Strijkkwartet
- 1932 Sonata, voor viool en piano
- 1932 rev. 1949 Trio, voor dwarsfluit, klarinet en cello (rev. versie: voor fagot)
- 1932 Stijksextet
- 1938 Kwartet, voor piano, viool, altviool en cello
- 1947 Sonata, voor dwarsfluit en piano
- 1948 Legend and Jollity, voor drie klarinetten
- 1948 Reflection and Caprice, voor vier klarinetten
- 1948 Four Pieces, voor twee trompetten en twee trombones
- 1952 Dance and March, voor twee trompetten en twee trombones
- 1954 Trio, voor dwarsfluit, klarinet en fagot

### Werken voor piano
- 1938 Four Preludes
- 1945 Sonata in G
- 1947 Fifteen Variations on an Original Theme
- 1956 Suite (zonder titel)